# Trichocerota
Trichocerota é um gênero de traça pertencente à família Brachodidae.